# 旅・たび・見旅
「旅・たび・見旅」(たび・たび・みたび)は1991年4月7日から1993年3月28日までテレビ東京系列で放送された紀行番組。テレビ大阪と日経映像の共同製作。大和ハウス工業と大和ハウス販売のグループ単独提供。放送時間は毎週日曜 9:30 ‐ 10:00（JST）。

## 概要
1991年3月まで放送されていたシャープ一社提供番組「Ist登場」に替わって放送された紀行番組。本番組から大和ハウス工業一社提供で放送されていた。ナレーションは古川登志夫が務めていた。毎週出演する旅人で登場し、第1回の旅人はあべ静江（伊勢志摩へ）で、最終回は総集編であった。当番組は、ネットワークセールス局として、4月に開局したばかりのTVQ九州放送（当時の社名はTXN九州）がネット局を開始していると同時に、テレビ東京での6局ネットセールス枠での体制となっていた。